# 中庸之道
中庸之道是指两个对立面之间理想的中間狀態,或指不偏不倚的恰当程度。這一概念在德爾斐箴言中就有體現。苏格拉底教导说，一个人必须知道“如何尽可能地选择中庸和避免极端”。亚里士多德哲学中也強調了這個概念。例如亚里士多德認為勇气是一种美德，但如果勇氣過頭则就會顯得鲁莽，但如果沒有足夠的勇氣则又會顯得很怯懦。 